# 芳苑郷

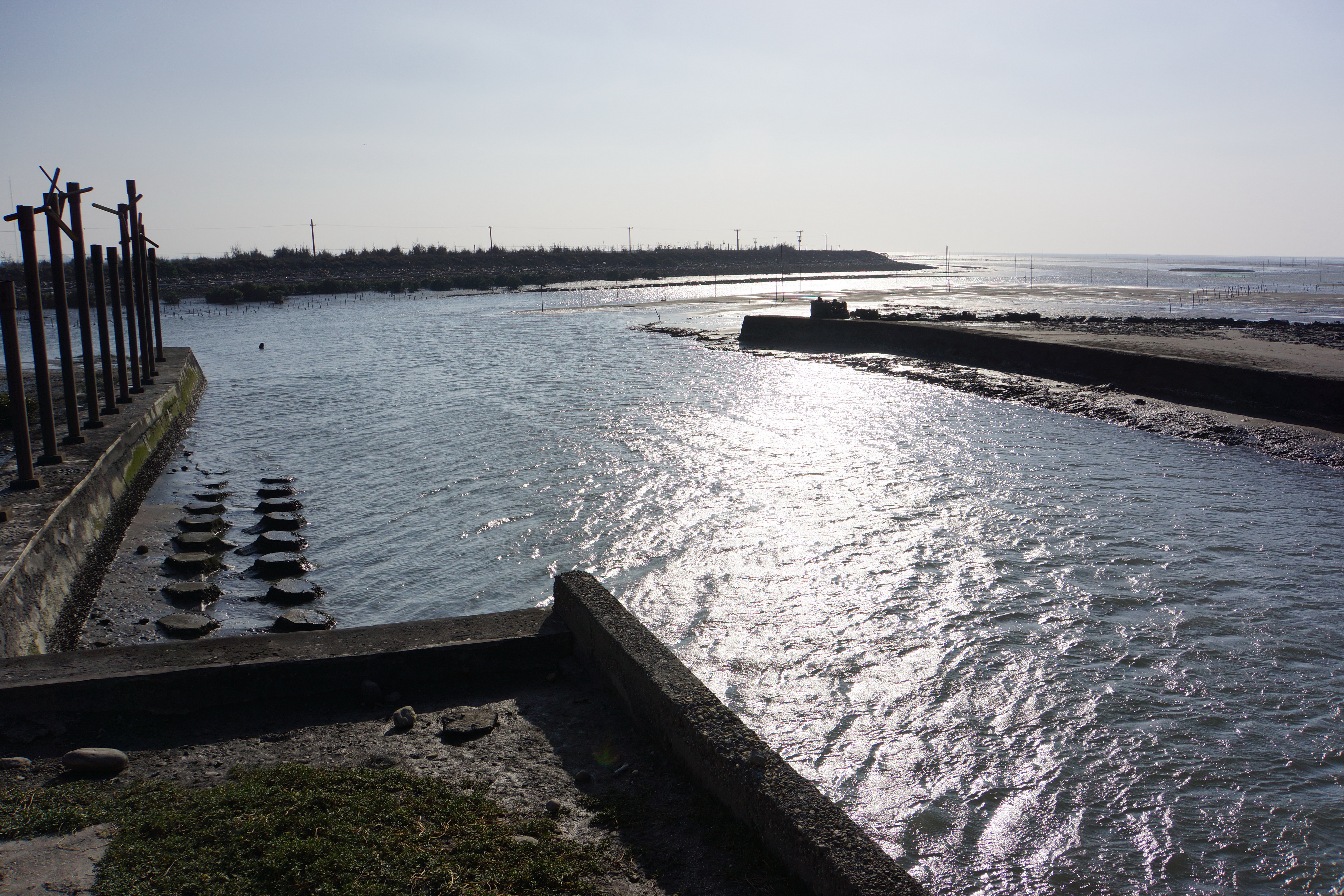
後港渓の河口

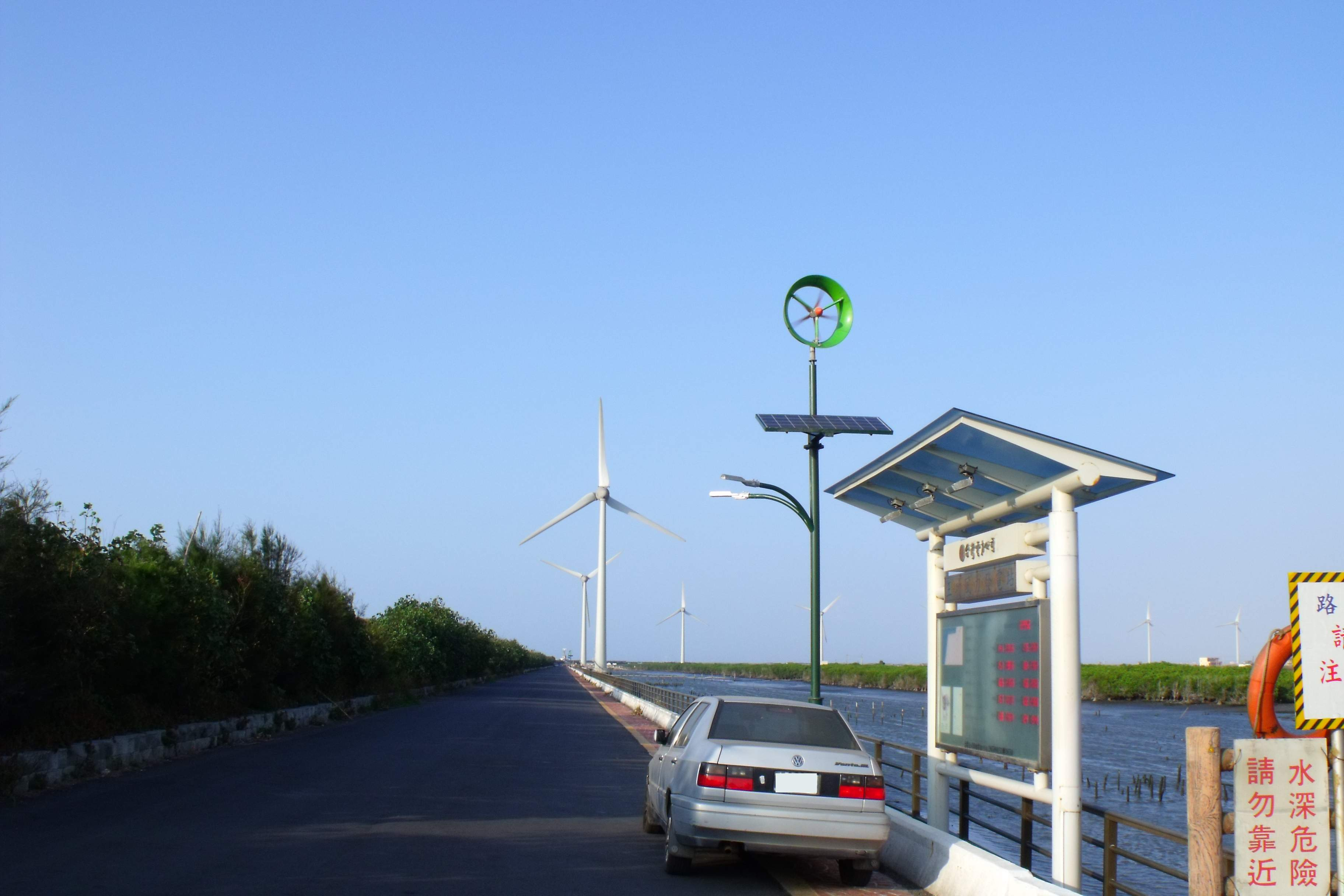
王功風力発電所

芳苑郷（ファンユエン/ほうえん-きょう）は台湾彰化県の郷。カキの養殖が有名である。

## 歴史
もと番挖といい、1920年に地勢に因んで和語地名沙山庄（すなやま）と改められたが、戰後番挖に近音の芳苑と改称された。

## 行政区
| 地区 | 村                                                             |
| ---- | -------------------------------------------------------------- |
| 芳苑 | 芳苑村、芳中村、仁愛村、信義村、後寮村、五俊村、三合村、永興村 |
| 路上 | 路上村、路平村、三成村、福栄村、新街村、頂部村                 |
| 王功 | 王功村、博愛村、和平村、興仁村、民生村、新宝村                 |
| 草湖 | 草湖村、崙脚村、建平村、新生村、文津村                         |
| 漢宝 | 漢宝村                                                         |

## 歴代郷長
| 代 | 氏名 | 任期 |
| -- | ---- | ---- |

## 教育

### 国民中学
- 彰化県立芳苑国民中学
- 彰化県立草湖国民中学

### 国民小学
- 彰化県立芳苑国民小学
- 彰化県立後寮国民小学
- 彰化県立民権国民小学
- 彰化県立育華国民小学
- 彰化県立草湖国民小学
- 彰化県立建新国民小学
- 彰化県立漢宝国民小学
- 彰化県立王功国民小学
- 彰化県立新宝国民小学
- 彰化県立路上国民小学

## 交通
| 種別 | 路線名称 | その他                   |
| ---- | -------- | ------------------------ |
| 省道 | 台17線   | 福興郷 - 芳苑郷 - 大城郷 |
| 省道 | 台76線   | 東西向快速道路           |

## 観光

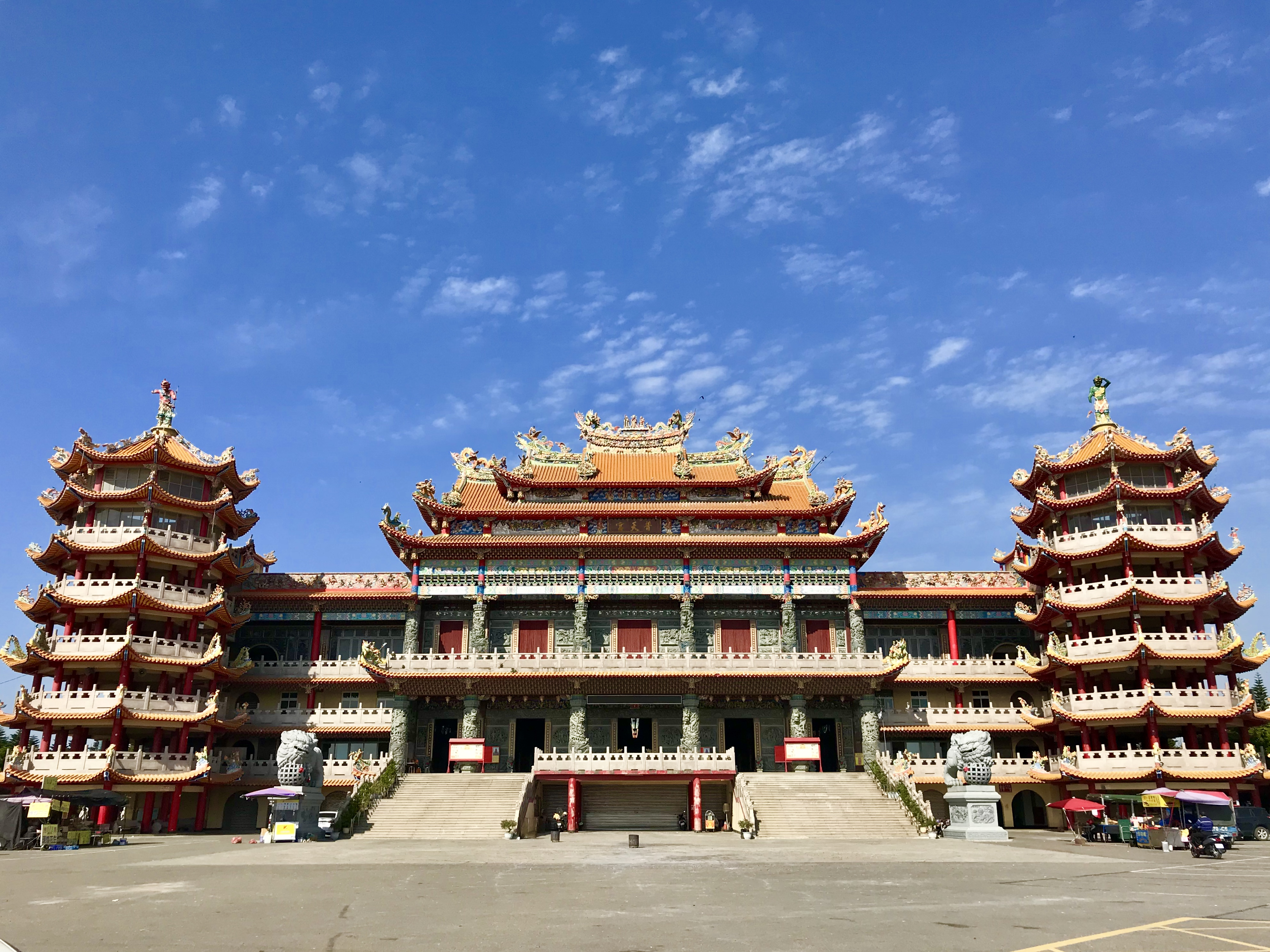
芳苑白馬峰普天宮

- 王功漁港（中国語版）
- 芳苑灯台（中国語版）
- 漢宝湿地
- 漢宝天宝宮
- 漢宝順安宮
- 芳苑白馬峰普天宮（中国語版）
- 新生馬場
- 白鷺鷥洞